# 岩田将貴
岩田 将貴（いわた まさき、1998年6月16日 - ）は、福岡県福岡市博多区出身のプロ野球選手（投手）。左投左打。横浜DeNAベイスターズ所属。

## 経歴

### プロ入り前
福岡市立吉塚小学校1年で「吉塚クリッパーズ」に入団しソフトボールを始める。福岡市立吉塚中学校時代に「福岡ボーイズ」で硬式野球に転向。3年時には野茂英雄率いるジュニア選抜チーム「NOMOジャパン」に選出された。NOMOジャパンの同期に高山優希、藤嶋健人がいる。
九産大九州高校では1年夏からベンチ入りすると、2年春には第87回選抜高等学校野球大会に出場。初戦の近江高校戦に先発し、8回2失点と好投するも、敗戦投手となった。2年夏は福岡大会3回戦の福岡大大濠高校戦で浜地真澄に本塁打を打たれるなど2失点、チームは浜地の前に3安打完封負けを喫し、敗退した。3年夏は福岡大会4回戦で八女工業高校に敗れた。
九州産業大学に進学すると、1年春からリーグ戦に登板。2年春に防御率1.44、リーグ最多の7勝を挙げMVPを獲得した。しかし、同リーグ戦で左肘を痛め、同年の全日本大学野球選手権にも出場するが状態は上がらず、8月に左肘の遊離軟骨除去手術を受けた。3年春のリーグ戦で復帰するが、同年8月に2度目の手術となる左肘のトミー・ジョン手術を受けた。4年秋からリーグ戦に復帰し、10月24日の九州共立大学戦では2番手で登板すると、2回2/3を無安打無失点に抑えて優勝を決め、胴上げ投手となった。九州大学野球選手権では決勝の日本文理大学戦で7回一死二塁から登板して後続2人を抑え、チームは2-1で優勝を決めた。3学年上に井手亮太郎、1学年上に福森耀真、石田駿がいる。
2020年10月26日に行われたドラフト会議では、阪神タイガースから育成1位指名を受け、支度金200万円、年俸300万円（金額は推定）という条件で、育成選手として入団した。背番号は122。この年まで、アマスカウトとして九州地区を10年間担当してきた田中秀太が、スカウティングや入団交渉を最後に手掛けた選手でもある。

### 阪神時代

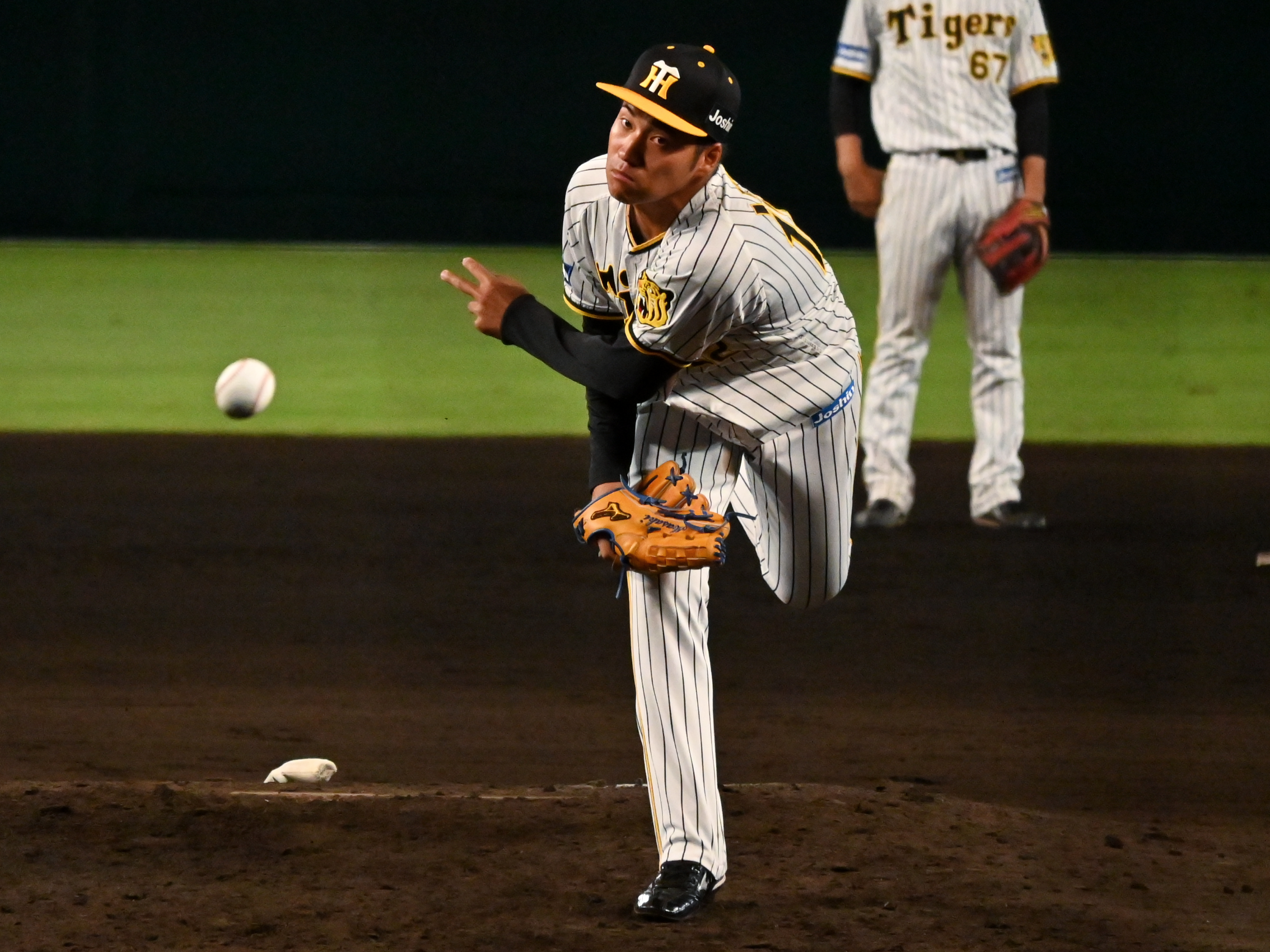
阪神時代
（2022年7月2日 阪神甲子園球場）

2021年は、ウエスタン・リーグで8試合に登板し、2勝0敗、防御率2.70の成績を残した。
2022年は、オープン戦から一軍に帯同し、5試合に登板して防御率2.08を記録した。開幕前の支配下登録は叶わなかったが、7月25日までにウエスタン・リーグで30試合に登板。6月25日の対広島東洋カープ戦から10試合連続無失点の好投をみせるなど2勝1敗、防御率2.08の成績を残し、同日に支配下選手登録されることが発表された。背番号は93。
2023年は二軍でチームトップの44試合に登板するも、防御率4.85と結果を残せず、一軍登板を果たすことはできなかった。
2024年は二軍で前年を上回る46試合に登板し防御率2.11という成績であったが、一軍登板はなかった。10月1日に戦力外通告を受けた。

### DeNA時代
2024年11月16日、横浜DeNAベイスターズが獲得を発表した。背番号は68。

## 選手としての特徴・人物
独特の投法で知られる。背中をひねった後に、右足を内側へ大きく踏み出すインステップのトルネード投法を彷彿とさせる変則サイドスローから、最速139km/hのストレートと7種類のスライダーを投げ分ける。その特性上、対左打者用の起用が多い。本人によれば、2013年にボーイズリーグ日本選抜チームの一員としてロサンゼルスへ遠征した際に、チームの代表だった野茂英雄から投球フォームに関するアドバイスを直々に受けたという。その変則投法は野球解説者の高木豊からも「あそこまでクロスステップしてくるピッチャーはなかなかいない」と評されているが、コントロールは大雑把だといわれている。
プロ入り後は「ガンツ」の愛称で親しまれている。
阪神時代の同僚である湯浅京己とは親友。

## 詳細情報

### 記録
初記録
- 初登板：2025年6月20日、対千葉ロッテマリーンズ1回戦（横浜スタジアム）、9回表一死に4番手で救援登板、1/3回を無失点[27]

### 背番号
- 122（2021年[14] - 2022年7月25日）
- 93（2022年7月26日[17] - 2024年）
- 68（2025年[21] - ）